# جونسا (كومونة)
جونسا، (بالإنجليزية: Gonnesa)‏،
هي بلدية، في مقاطعة جنوب سردينيا، في إقليم سردينيا الإيطالي، وتقع على بعد حوالي 60 كم (37 ميل) غرب كالياري، وحوالي 14 كم (9 ميل) شمال غرب كاربونيا، في إيجليسينتي.

## السكان
في سنة 1861 بلغ عدد السكان 960 نسمة، وتطور العدد ليصل في سنة 2011 لـ 5٬135 نسمة.
يظهر هذا المخطط البياني تطور النمو السكاني لـ جونسا (كومونة)